# 前田三恵子
前田 三恵子（まえだ みえこ、1930年 - ）は、日本の児童文学翻訳家。東京府生まれ。お茶の水女子大学英文科卒業。その後、米国で児童文学を研究し、英米児童文学を翻訳する。

## 訳書
- 『トリガー わが野性の家族 北極に狼とくらした一年半 』（ロイス・クライスラー、講談社） 1964年
- 『ぬいぐるみのネコ』（E・ブライトン、実業之日本社、少年少女名作ミステリー07） 1965年
- 『いたずらうさぎのぼうけん アメリカむかし話』（偕成社） 1966年
- 『おおかみ犬レッディ』（J・W・リピンコット、実業之日本社、世界名作動物小説） 1966年6月
- 『幸せのピンクドレス』（アン・アレグザンダー、集英社、コバルト・ブックス） 1966年
- 『少年とヤマネコ』（J・W・リピンコット、実業之日本社、世界名作動物小説） 1966年
- 『ぞうのはなはなぜ長い』（キップリング、集英社） 1966年
- 『魔女とライオンと子どもたち 』（C・S・ルイス、あかね書房） 1966年
- 『まぼろしのシカ』（J・W・リピンコット、実業之日本社、世界名作動物小説） 1966年
のち偕成社文庫
- 『おかあさんは魔女』（アンナ・エリザベス・ベネット、偕成社） 1967年
- 『フランダースの犬』（ウィーダ、旺文社） 1967年
- 『魔法をわすれたウィプララ』（A・シュミット、あかね書房、国際児童文学賞全集17） 1967年
- 『ドリトル先生航海記』（ロフティング、偕成社） 1968年
- 『初恋の人』（ベティ・カバンナ、集英社、コバルト・ブックス） 1968年
- 『サンタおじさんのいねむり』（ルイーズ・ファチオ、偕成社） 1969年
- 『ふくろねずみのビリーおじさん』（T・バージェス、金の星社） 1969年
- 『ミノー号の冒険』（Minnow on the Say、フィリッパ・ピアス、文研出版） 1970年
- 『りんごの木の下の宇宙船』（スロボドキン、集英社、オールカラー母と子の世界の名作11） 1970年
- 『おばあさん空をとぶ』（フィリパ・ピアス、文研出版、文研児童読書館） 1972年
- 『結婚の星占い』（キャロル・ライター、実業之日本社） 1972年
- 『じゃこうねずみジェリーのたんけん』（T・バージェス、金の星社） 1972年
- 『あしながおじさん』（ジーン＝ウェブスター、学習研究社） 1973年
- 『天使の洞くつの秘密』（The Terror of Villadonga、ジェフリー・ハウスホールド、岩崎書店） 1973年
- 『メアリ・ポピンズ』（パメラ・トラバース、集英社） 1973年
- 『名犬ラッシー』（エリック・ナイト、集英社） 1973年
- 『赤毛のアン』（ルーシー・モード・モンゴメリー、学習研究社） 1974年
- 『若草のいのり』（ネスビット、集英社） 1974年
- 『がんばれ! 小さいじどう車』（レイラ・バーグ、旺文社、旺文社ジュニア図書館） 1975年
- 『ゾウのホートンたまごをかえす』（ドクター＝スース、学習研究社） 1975年11月
- 『みどりの館』（W・H・ハドソン、集英社） 1975年
- 『シートン動物記』（シートン、学習研究社） 1976年5月
のちフォア文庫
- 『ジェイスン荒海をいく』（J・ストレインジャー、あかね書房、あかね世界の児童文学11） 1976年9月
- 『ウッドチャックものがたり』（フェイス・マクナルティ、旺文社、旺文社こどもの本） 1977年7月
- 『ディズニーの芸術』（クリストファー・フィンチ、ピーター・ブレイク、講談社） 1977年6月
- 『荒野にネコは生きぬいて』（G・D・グリフィス、文研出版、文研じゅべにーる） 1978年10月
- 『トム＝ソーヤーの冒険』（マーク＝トウエイン、暁教育図書、少年少女世界の文学） 1978年3月
- 『ふしぎな五百のぼうし』（ドクター＝スース、学習研究社、新しい世界の幼年童話22） 1978年4月
- 『黒馬物語』（アンナ・シュウエル、春陽堂少年少女文庫、世界の名作・日本の名作） 1979年2月
- 『ブリッツ 勇敢な消防馬の話』（アンナ・シュウエル、旺文社、旺文社ジュニア図書館） 1979年12月
- 『グラスホッパーと魔法のおかし』（Grasshopper and the Unwise Owl、ジム・スレイター、TBSブリタニカ） 1980年12月
- 『グラスホッパーと森の大作戦』（ジム・スレイター、TBSブリタニカ） 1980年12月
- 『荒野をかける銀色のたてがみ』（G・D・グリフィス、文研出版、文研じゅべにーる） 1980年2月
- 『スーザンの不思議な世界』（Time at the Top、エドワード・オーモンドロイド、TBSブリタニカ） 1980年7月
- 『ボーイフレンド』（ベバリー＝クリアリー、偕成社、マスコットブックス） 1980年2月
- 『やればできるよランドルフ ふくろねずみの三きょうだい』（エレン・コンフォード、国土社） 1980年11月
- 『ちびとろばのとんちりょこう』（ジョン＝エムリン＝エドワーズ、学習研究社） 1981年7月
- 『おたずねものの犬ストーミー』（J・キェルガード、 文研出版、文研じゅべにーる） 1982年2月
- 『ひみつの花園』（フランシス・エリザ・ホジソン・バーネット、集英社） 1982年11月
- 『トム・ペニーの旅立ち』（トニー・ジャーマン、文研出版、文研じゅべにーる） 1984年1月
- 『ブラックウッド館の謎』（キャロリン・キーン、金の星社、文学の扉17） 1985年6月
- 『見えない犯人 - 五人と一匹 3』（Mystery of The Invisible Thief、エニード・ブライトン、勝又紀子、松本理子共訳、実業之日本社）2003年12月
- 『もりにきょじんがいる』（サリー・シーダー、学習研究社） 2003年9月